# José Samyn
José Samyn (Quiévrechain, 11 maggio 1946 – Gand, 30 agosto 1969) è stato un ciclista su strada e pistard belga naturalizzato francese.
Professionista dall'aprile del 1967 all'agosto del 1969, morì in seguito alle conseguenze di una caduta occorsagli tre giorni prima durante un criterium nella città di Zingem alla giovane età di ventitré anni.
Nella sua breve carriera vinse una tappa al Tour de France 1967 e salì sul podio di due importanti classiche del nord Europa, la Parigi-Tours 1967 e la Freccia Vallone 1968.
Al suo nome è dedicata la semi-classica belga Le Samyn, spesso utilizzata dagli specialisti delle pietre per affinare la preparazione alle classiche del pavé.

## Carriera
Nato da madre belga e padre francese, iniziò la sua crescita ciclistica in Belgio; prese la nazionalità francese nel 1964. Nelle categorie minori ottenne numerose vittorie grazie anche alle sue peculiari doti di velocità e resistenza; tant'è vero che già nel 1966, quando ancora non era un professionista, riuscì a concludere al quinto posto la Parigi-Tours e al settimo la Parigi-Bruxelles dell'anno successivo.
Passò quindi professionista nelle file della compagine francese Pelforth-Sauvage-Lejeune il 30 aprile 1967; nel mese di maggio conseguì buoni piazzamenti in due brevi corse a tappe: terzo al Tour de l'Oise e sesto alla Quatre Jours de Dunkerque. 
Venne quindi selezionato per partecipare al Tour de France in cui vinse, in una volata a ranghi ristretti dopo una fuga, l'undicesima tappa che arrivava a Digne-les-Bains. Otterrà altri due piazzamenti di tappa fra i primi dieci in quella Grande Boucle: nella diciassettesima tappa, nono, e nella diciottesima, quarto in una volata a ranghi completi vinta dall'italiano Marino Basso. Questo fu l'unico dei suoi tre Tour che portò a termine. A fine stagione continuò ad ottenere risultati importanti concludendo sesto i campionati nazionali; a fine anno fu terzo nella Parigi-Tours, preceduto, in una volata a tredici, da Rik Van Looy e Barry Hoban.
Nel 1968 iniziò la stagione nel migliore dei modi aggiudicandosi una frazione della Parigi-Nizza. Prese quindi parte alla Milano-Sanremo e poi a buona parte della Campagna del Nord, ossia nelle classiche che da marzo ad aprile si svolgono fra il nord della Francia, le Fiandre e le Ardenne. Conquistò, come miglior piazzamento, il secondo posto nella Freccia Vallone; nel percorso che andava da Liegi a Marcinelle venne preceduto di nuovo da Van Looy.
A maggio prese parte al Tour du Luxembourg, in cui fu quarto assoluto, e poi al Tour dove invece fu costretto al ritiro dopo che venne trovato positivo ad una sostanza dopante il cui uso si dice gli fu consigliato dal proprio direttore sportivo per curarsi dai postumi di una caduta. Per questo motivo fu squalificato per un mese dalla federazione francese. A fine agosto fu secondo al Trofeo Masferrer preceduto da Dino Zandegù.
Ad inizio 1969 passò alla Bic di Jacques Anquetil e Jan Janssen. Prese nuovamente parte alle classiche del nord e vinse la classifica generale del Tour de l'Oise. Partecipò anche al suo terzo Tour ma, dopo un buon piazzamento nella frazione d'apertura, finì fuori tempo massimo alla sesta tappa e fu quindi escluso.
Morì nell'agosto di quell'anno a causa di un incidente occorsogli in un criterium a Zingem, dopo aver colpito uno spettatore, aver battuto pesantemente la testa ed essere andato in coma.
Alla sua memoria è oggi dedicata una corsa in linea che si svolge tra Frameries e Dour, nella provincia dell'Hainaut, in Belgio. La corsa oggi si chiama semplicemente Le Samyn e prese questo nome dal 1970, alla sua terza edizione, perché José Samyn fu il ciclista che si aggiudicò la prima edizione di questa competizione quando si chiamava Grand Prix de Fayt-le-Franc.
Nel suo albo d'oro Le Samyn vanta nomi di primo livello come Herman Van Springel, Claude Criquielion, Magnus Bäckstedt, Robbie McEwen, Philippe Gilbert e Niki Terpstra; soprattutto a partire dagli inizi del nuovo millennio ha acquistato importanza quale gara di preparazione in vista delle grandi classiche; il record di successi lo detiene Johan Capiot con tre affermazioni. Dal 2012 viene organizzata anche una prova femminile Le Samyn des Dames.

## Palmarès
- 1963 (Junior, una vittoria)

Grand Prix de Quiévrain
- 1964 (Dilettanti, due vittorie)

Namur-Givet
Grand Prix du Tertre
4ª tappa Tour de la provence de Namour (Saint-Gérard > Andenne)
5ª tappa Tour de la provence de Namour (Andenne > Dhuy)
1ª tappa Trois jours d'Hensies
- 1965 (Dilettanti, una vittoria)

Campionati francesi militari
Champion de l'A.C. Montoise
Ronde de l'Artois
5ª tappa Tour de la provence de Namour (Dinant >Doische)
- 1966 (Dilettanti, sei vittorie)

Ronde de l'Artois
Vieux-Condé
Grand Prix des Flandres Françaises
Grand Prix de Quiévrain
1ª tappa, 2ª semitappa Route de France
3ª tappa, 2ª semitappa Route de France
- 1967 (Dilettanti/Pelforth, due vittorie)

Grand Prix de Denain
11ª tappa Tour de France (Briançon > Digne-les-Bains)
- 1968 (Pelforth, tre vittorie)

Grand Prix de Fayt-le-Franc
Circuit du Port de Dunkerque
8ª tappa, 1ª semitappa Parigi-Nizza (Tolone > Antibes)
- 1969 (Bic, una vittoria)

Classifica generale Tour de l'Oise

### Altri successi
- 1963 (Junior, una vittoria)

Criterium Harchies
- 1964 (Dilettanti, quattro vittorie)

Criterium di Collard
Criterium di Taintegnies
Criterium di Wasmuel
Criterium di Ghlin
- 1965 (Dilettanti, due vittorie)

Criterium di Lens
Criterium di Wasmes
- 1966 (Dilettanti, tre vittorie)

Criterium di Châtelet
Criterium di Ferrière
Criterium di Montignies-sur-Roc
- 1967 (Dilettanti/Pelforth, tre vittorie)

Criterium Solesmes
Criterium di Vendôme
Criterium di Valenciennes
- 1968 (Pelforth, una vittoria)

Grand Prix Wingene - Kampioenschap van West-Vlaanderen (Kermesse)

## Piazzamenti

### Grandi giri
- Tour de France

1967: 17º
1968: squalificato (alla 8ª tappa)
1969: fuori tempo massimo (alla 6ª tappa, 1ª semitappa)

### Classiche monumento
- Milano-Sanremo

1968: 46º
1969: 19º
- Parigi-Roubaix

1968: 40º
- Liegi-Bastogne-Liegi

1968: 14º

### Competizioni mondiali
- Campionati del mondo

Adenau 1966 - In linea dilettanti: 33º